# 壁サー同人作家の猫屋敷くんは承認欲求をこじらせている
『壁サー同人作家の猫屋敷くんは承認欲求をこじらせている』（かべサーどうじんさっかのねこやしきくんはしょうにんよっきゅうをこじらせている）、略称『壁こじ（かべこじ）』は、ミナモトカズキによる日本のボーイズラブ漫画作品。ウェブコミック配信サイト『COMICリュウWEB』（徳間書店）にて2020年2月10日より連載を開始し、2021年11月からは「コミックシーモア」での先行配信となり連載中。
2022年10月から11月まで、ABCテレビ（朝日放送テレビ）にてテレビドラマが放送された。

## あらすじ
オリジナルBL漫画の同人作家である猫屋敷守は、かつて想いを寄せていた幼馴染であり、ボーイズグループ『SHINY SMILE』のISSAYとしても活動する風間一星と久々の再会を果たす。

## 登場人物

### 主要人物
猫屋敷 守（ねこやしき まもる）
ペンネームは骨肉(ほねにく)。「筋肉百貨店」というサークル名で同人活動をしている。BL漫画で認められたいという承認欲求が強すぎてこじれている。たまにツンデレ。
風間 一星（かざま いっせい）
アイドルネームはISSAY(イッセイ)。「SHINY SMILE」という男性アイドルグループで活動している。勝手に好かれて人気者になってしまうタイプのコミュ力おばけ。

## 書誌情報
- ミナモトカズキ 『壁サー同人作家の猫屋敷くんは承認欲求をこじらせている』 徳間書店〈リュウコミックス〉、既刊8巻（2024年3月13日現在）
  1. 2020年9月12日発売[1]、ISBN 978-4-19-950717-5
  2. 2021年4月13日発売[5]、ISBN 978-4-19-950737-3
  3. 2021年11月12日発売[6]、ISBN 978-4-19-950759-5
  4. 2022年6月13日発売[7]、ISBN 978-4-19-950769-4
  5. 2022年10月13日発売[8]、ISBN 978-4-19-950794-6
  6. 2023年2月13日発売[9]、ISBN 978-4-19-950801-1
  7. 2023年7月13日発売[10]、ISBN 978-4-19-950819-6
  8. 2024年3月13日発売[11]、ISBN 978-4-19-950847-9

## テレビドラマ
2022年10月4日（10月3日深夜）から11月22日（11日21日深夜）まで、朝日放送テレビ（ABCテレビ）で放送された。主演は松岡広大と中尾暢樹。

### キャスト
- 猫屋敷守：松岡広大
- 風間一星：中尾暢樹
- 八尋翼 (やひろ つばさ)：ツバサ：立石俊樹
  - 男性アイドルグループ「SHINY SMILE」（通称：シャニスマ）メンバー。
- 古賀隆二 (こが りゅうじ)：リュージ：木原瑠生
  - 男性アイドルグループ「SHINY SMILE」（通称：シャニスマ）メンバー。
- 小鳥遊京 (たかなし きょう)：キョウ：小西詠斗
  - 男性アイドルグループ「SHINY SMILE」（通称：シャニスマ）メンバー。
- 山田小春 (やまだ こはる)：矢作穂香
  - 猫屋敷の友人・ファン
- 二階堂利也 - 斉藤陽一郎
  - シャニスマを追う週刊誌記者。
- 小宮正志 - 髙橋里恩
  - 二階堂の後輩。
- 片桐舞 - 宮下かな子
  - シャニスマのマネージャー。
- たっくん - 上田航平
  - コミックキングダム参加者の一人で、猫屋敷のファン。
- 髭フランボワーズ - 加治将樹
  - コミックキングダム参加者の一人で、壁サー作家。
- 佐藤鞠音 - 堰沢結衣
  - シャニスマのファン。
- 弓野綾 - 豊田崇史
  - シャニスマのファン。
- 杉並かおり - ハリウリサ
  - シャニスマのファン。
- 沖田翔吾 (語り)：シュウペイ（ぺこぱ）

### スタッフ
- 原作 - ミナモトカズキ『壁サー同人作家の猫屋敷くんは承認欲求をこじらせている』(徳間書店)
- 脚本 - 保木本真也
- 音楽 - 森優太
- 監督 - 佐藤竜憲、八十島美也子、原田健太郎
- プロデューサー - 稲熊洋介（楽天グループ）、山崎宏太（ABCテレビ）、宮川宗生（ホリプロ）
- 製作幹事 - 楽天グループ
- 制作 - ABCテレビ
- 制作協力 - ホリプロ
- 製作著作 - ミナモトカズキ・徳間書店／2022「壁こじ」製作委員会

### 放送日程
| 話数   | 放送日   |
| ------ | -------- |
| 第1話  | 10月04日 |
| 第2話  | 10月11日 |
| 第3話  | 10月18日 |
| 第4話  | 10月25日 |
| 第5話  | 11月01日 |
| 第6話  | 11月08日 |
| 第7話  | 11月15日 |
| 最終話 | 11月22日 |

### 放送局
| 放送期間                 | 放送時間                                                                         | 放送局         | 対象地域   | 備考   |
| ------------------------ | -------------------------------------------------------------------------------- | -------------- | ---------- | ------ |
| 2022年10月4日 - 11月22日 | 第1-5話：火曜 1:38 - 2:10 （月曜深夜） 第6-最終話：火曜 1:43 - 2:15 （月曜深夜） | 朝日放送テレビ | 近畿広域圏 | 製作局 |

### ネット配信
| 配信開始月 | 配信サイト | 配信料金     | 備考       |
| ---------- | ---------- | ------------ | ---------- |
| 2022年10月 | TVer       | 広告付き無料 | 見逃し配信 |
| 2022年10月 | FOD        | 定額制有料   |            |
| 2022年10月 | Rakuten TV | 都度課金     |            |